# جنیفر ادواردز
جنیفر ادواردز (انگلیسی: Jennifer Edwards؛ زادهٔ ۲۵ مارس ۱۹۵۷) یک هنرپیشه، و فیلم‌نامه‌نویس اهل ایالات متحده آمریکا است.

## بخشی از فیلمشناسی
از فیلم‌ها یا برنامه‌های تلویزیونی که وی در آن نقش داشته‌است می‌توان به آثار زیر اشاره کرد.
- روزگار شراب و گل‌های سرخ (۱۹۶۲)
- مردی که زن‌ها را دوست داشت (فیلم ۱۹۸۳) (۱۹۸۳)
- غروب آفتاب (فیلم) (۱۹۸۸)
- پسر پلنگ صورتی (۱۹۹۳)